# Rihei Sano
Rihei Sano (佐野 理平, Sano Rihei, né le 21 septembre 1912 dans la préfecture de Shizuoka au Japon et mort le 26 mars 1992) est un footballeur japonais.